# Adžarija
Adžarija (gruzijski: აჭარა) je autonomna republika u sastavu Gruzije. Ima površinu od 2.900 km² i 336.500 stanovnika (podaci iz 2015. godine). Glavni grad je Batumi.
Nalazi se na jugozapadu Gruzije i graniči se s Turskom na jugu, dok je na zapadu obala Crnog mora. To je brdsko-planinska regija s vrhovima koji dostižu visinu preko 3000 metara. Oko 60% teritorija je pod šumom.
Od raspada SSSR-a i proglašenja nezavisnosti Gruzije 1991. godine, Adžarija je uživala de facto nezavisnost. Nakon revolucije ruža godine 2003., nova gruzijska vlada je godine 2004. uspjela značajno smanjiti autonomiju Adžarije.
Adžarci su etnička podgrupa Gruzijaca, koja pretežno živi u Gruziji, odnosno u autonomnoj republici Adžariji. Za vrijeme turske vlasti prešli su na islam. Govore dijalektom gruzijskog jezika, koji spada u gruzijsku grupu južnokavkaske porodice jezika.